# Sebastian Andreasson
Sebastian Gedsø Andreasson (født 15. april 2002 i Albertslund) er en cykelrytter fra Danmark, der senest kørte for Team Give Steel - 2M Cycling Elite.

## Karriere
I den første halvdel af 2012 blev Sebastian Andreasson medlem af DCR Ballerup. Et halvt år efter, i oktober, blev han sjællandsk enkeltstartsmester for drenge under 11 år. i 2014 vandt han han de store etapeløb for børn og unge, Greve Youth Tour og Tour de Himmelfart, inden han sluttede sæsonen af med at blive danmarksmester i enkeltstart og linjeløb.
Fra 2015 til 2018 kørte han for Cykleklubben FIX Rødovre, inden han fra 2019-sæsonen skiftede til Team ABC Junior, hvor han var i to år. I januar 2020 blev han sammen med holdkammeraterne Carl-Frederik Bévort, Nikolaj Mengel og Phillip Mathiesen vinder af de danske mesterskaber i 4000 meter holdforfølgelse.
Da Andreasson blev seniorrytter lavede han fra 2021-sæsonen en aftale med det danske eliteteam Team IBT-BH Carl Ras.